# 2020年東京オリンピックのチリ選手団
2020年東京オリンピックのチリ選手団(2020ねんとうきょうオリンピックのチリせんしゅだん、西: Chile en los Juegos Olímpicos de Tokio 2020)は、2021年7月23日から8月8日まで日本の東京で開催された2020年東京オリンピックのチリ選手団の名簿。

## 種目別選手・スタッフ名簿及び成績

### カヌー
- 1名出場予定（女子スプリントカナディアンシングル200m）
- 2名出場予定（女子スプリントカナディアンペア500m）

### 自転車
- 1名出場予定（女子ロードレース個人）
- 1名出場予定（男子マウンテンバイク）

### 馬術
- 1名出場予定[1]

### 体操
- シモーナ・カストロ（英語版）
  - 女子個人総合

### 近代五種
- エステバン・ブストス（英語版）（男子）[2]

### 射撃
- 女子スキート 1名出場予定[3]

### 競泳
以下の選手が出場資格を獲得している。
- クリステル・コブリッチ（英語版）
  - 女子1500m自由形

### サッカー
| チーム | 種目 | グループ戦1    | グループ戦2  | グループ戦3 | グループ順位 | 準々決勝       | 準決勝         | 決勝/3位決定戦 | 順位           |
| ------ | ---- | -------------- | ------------ | ----------- | ------------ | -------------- | -------------- | -------------- | -------------- |
| チリ   | 女子 | イギリス L 0–2 | カナダ L 1–2 | 日本 L 0–1  | 4位          | グループ戦敗退 | グループ戦敗退 | グループ戦敗退 | グループ戦敗退 |

### テコンドー
- フェルナンダ・アギーレ（英語版）[6]
  - 女子57kg級

### テニス
- トーマス・バリオス（英語版）[7]
  - 男子シングルス

### レスリング
- ヤズマニ・アコスタ（英語版）[8][9]
  - 男子グレゴローマン130kg級